# William Selleslagh
William Selleslagh (Mechelen, 7 februari 1952) is een Belgisch oud-voetballer. Bijna zijn hele voetbalcarrière speelde hij bij KV Mechelen.

## Carrière
William Selleslagh doorloopt alle jeugdelftallen van KV Mechelen. Op 19-jarige leeftijd maakt hij zijn competitiedebuut in het eerste elftal (wedstrijd KV Mechelen-SK Beveren op 5 september 1971).
Onder trainer Staf Van Den Bergh wordt hij opgesteld als aanvaller. Later, onder trainer Guillaume Patry (januari-juni 1975) speelt hij in de verdediging en onder trainer André Bollen (vanaf 1975-1976) is hij middenvelder.
William Selleslagh speelt in totaal 9 seizoenen (227 competitiewedstrijden/20 doelpunten) in het eerste elftal van KV Mechelen, waarvan de eerste 6 seizoenen (1971-1977) in de Eerste Klasse en de 3 laatste seizoenen (1977-1980) in de Tweede Klasse.
Na afloop van het seizoen 1979-1980 wordt hij getransfereerd naar 2de klasser Racing Jet de Bruxelles, waar hij 2 seizoenen speelt (1980-1982).
Vanaf 1982 speelt hij bij 2de provincialer VV Leest.

## Erelijst
- Provinciaal Kampioen Scholieren 1968-1969
- Topschutter 1ste elftal KV Mechelen seizoen 1972-1973 (9 doelpunten)
- Winnaar Kentish Cup 1973 met Belgisch militair elftal
- Winnaar Perstrofee Geel en Rood 1974-1975 (referendum Meest Verdienstelijke Speler KV Mechelen)